# L'origine
L'origine è un singolo delle cantanti italiane Simonetta Spiri, Greta Manuzi, Verdiana Zangaro e Roberta Pompa pubblicato il 1º ottobre 2016.

## Descrizione
Questo singolo è un motto per le donne, per far capire che la donna è all'origine di tutto.
Esce il videoclip ufficiale del singolo su YouTube il 1º ottobre 2016 sul canale della New Music International.